# Eibach (Dillenburg)
Eibach ist ein Dorf und als solches ein Stadtteil der Stadt Dillenburg im mittelhessischen Lahn-Dill-Kreis.

## Geographie
Der durch den früheren Bergbau geprägte Ort liegt im Schelder Wald zwischen den Ortsteilen Nanzenbach, Oberscheld und Niederscheld am namensgebenden Eibach, einem Nebenfluss der Schelde. Durch die vorhandene Heilquelle, deren Wasser sehr eisenhaltig ist, ist das Dorf ein beliebter Ort der näheren Umgebung.

## Geschichte

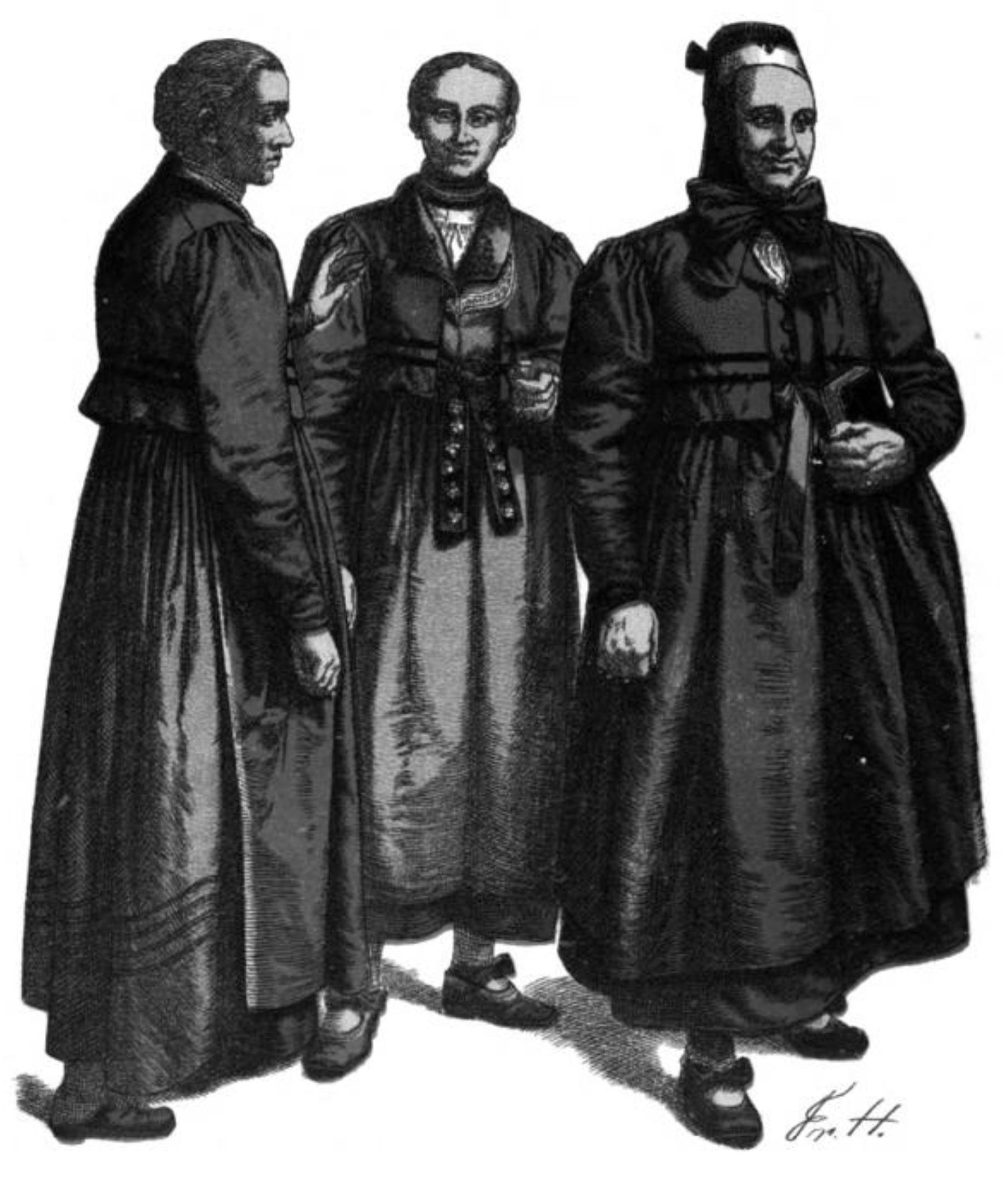
Bäuerinnen aus Eibach um 1880

### Ortsgeschichte
Die Geschichte Eibachs beginnt mit der „nassauischen Zeit“ im 13. Jahrhundert. 1313 wird das Dorf in einer Urkunde als „Ibach“ zum ersten Mal erwähnt. Es war eins von ursprünglich drei Dörfern, die sich in den drei Tälern um Eibach befanden. Die Einwohner der beiden anderen wurden beinahe vollständig von der Pest dahingerafft und die Dörfer wurden aufgegeben.
Wie in vielen Orten in der Region wurde auch um Eibach Bergbau betrieben. Im Zweiten Weltkrieg blieben dem Dorf größere Schäden erspart, im Gegensatz zu den Nachbarorten Niederscheld und Dillenburg, die von den Alliierten mehrfach angegriffen wurden.
Im Zuge der Gebietsreform in Hessen wurde die bis dahin selbständige Gemeinde Eibach am 1. Oktober 1971 auf freiwilliger Basis als Stadtteil nach Dillenburg eingegliedert. Für den Stadtteil Eibach wurde, wie für die anderen eingemeindeten ehemals eigenständigen Gemeinden von Dillenburg, ein Ortsbezirk  gebildet.
2004 wurde die Heilquelle erneuert und ein Gradierwerk errichtet. Am 17. September 2006 wurde das Dorf vom schlimmsten Hochwasser seit über 100 Jahren heimgesucht. Ein Wetter-Tief regnete im Bereich Dillenburg komplett ab. Die Folge waren sintflutartige Regenfälle mit bis zu 103 l/m². Das Wasser stand stellenweise mehr als 50 cm hoch, sodass viele Häuser und Keller überschwemmt wurden. Nur drei Tage später fand eine Familie in einer Scheune 100 kg des hochgiftigen Stoffes Arsen aus dem Jahr 1932. Auch vom Orkan Kyrill blieb das Dorf nicht verschont; an vielen Stellen wurde der Wald beschädigt.
2007 wurde ein Gesundheitspfad eröffnet, der zu einem Tretbecken und dem Gradierwerk führt. 2008 wurde die Dorfscheune als Ergänzung zum Dorfgemeinschaftshaus eingeweiht; der Brunnen in der Ortsmitte und die umliegenden Straßen wurden erneuert.

### Verwaltungsgeschichte im Überblick
Die folgende Liste zeigt die Staaten und Verwaltungseinheiten, denen Eibach angehört(e):
- vor 1739: Heiliges Römisches Reich, Grafschaft/Fürstentum Nassau-Dillenburg, Amt Dillenburg
- ab 1739: Heiliges Römisches Reich, Grafschaft/Fürstentum Nassau-Diez, Amt Dillenburg
- 1806–1813: Großherzogtum Berg,[Anm. 2] Département Sieg, Arrondissement Dillenburg, Kanton Dillenburg
- 1813–1815: Fürstentum Nassau-Oranien, Amt Dillenburg
- ab 1816: Herzogtum Nassau, Amt Dillenburg[Anm. 3]
- ab 1849: Herzogtum Nassau, Kreisamt Herborn[Anm. 4]
- ab 1854: Herzogtum Nassau, Amt Dillenburg
- ab 1867: Königreich Preußen,[Anm. 5] Provinz Hessen-Nassau, Regierungsbezirk Wiesbaden, Dillkreis[Anm. 6]
- ab 1871: Deutsches Reich, Königreich Preußen, Provinz Hessen-Nassau, Regierungsbezirk Wiesbaden, Dillkreis
- ab 1918: Deutsches Reich (Weimarer Republik), Freistaat Preußen, Provinz Hessen-Nassau, Regierungsbezirk Wiesbaden, Dillkreis
- ab 1932: Deutsches Reich, Freistaat Preußen, Provinz Hessen-Nassau, Regierungsbezirk Wiesbaden, Landkreis Dillenburg
- ab 1933: Deutsches Reich, Freistaat Preußen, Provinz Hessen-Nassau, Regierungsbezirk Wiesbaden, Dillkreis
- ab 1944: Deutsches Reich, Freistaat Preußen, Provinz Nassau, Dillkreis
- ab 1945: Amerikanische Besatzungszone,[Anm. 7] Groß-Hessen, Regierungsbezirk Wiesbaden, Dillkreis
- ab 1946: Amerikanische Besatzungszone, Hessen, Regierungsbezirk Wiesbaden, Dillkreis
- ab 1949: Bundesrepublik Deutschland, Hessen, Regierungsbezirk Wiesbaden, Dillkreis
- ab 1968: Bundesrepublik Deutschland, Hessen, Regierungsbezirk Darmstadt, Dillkreis
- ab 1971: Bundesrepublik Deutschland, Hessen, Regierungsbezirk Darmstadt, Dillkreis, Stadt Dillenburg[Anm. 8]
- ab 1977: Bundesrepublik Deutschland, Hessen, Regierungsbezirk Darmstadt, Lahn-Dill-Kreis
- ab 1981: Bundesrepublik Deutschland, Hessen, Regierungsbezirk Gießen, Lahn-Dill-Kreis

## Bevölkerung

### Einwohnerstruktur 2011
Nach den Erhebungen des Zensus 2011 lebten am Stichtag dem 9. Mai 2011 in Eibach 1218 Einwohner. Darunter waren 27 (2,2 %) Ausländer. Nach dem Lebensalter waren 234 Einwohner unter 18 Jahren, 486 zwischen 18 und 49, 255 zwischen 50 und 64 und 243 Einwohner waren älter. Die Einwohner lebten in 477 Haushalten. Davon waren 108 Singlehaushalte, 147 Paare ohne Kinder und 174 Paare mit Kindern, sowie 39 Alleinerziehende und 6 Wohngemeinschaften. In 117 Haushalten lebten ausschließlich Senioren und in 294 Haushaltungen lebten keine Senioren.

### Einwohnerentwicklung
| Eibach: Einwohnerzahlen von 1834 bis 2021 | Eibach: Einwohnerzahlen von 1834 bis 2021 | Eibach: Einwohnerzahlen von 1834 bis 2021 | Eibach: Einwohnerzahlen von 1834 bis 2021 | Eibach: Einwohnerzahlen von 1834 bis 2021 |
| --- | ----------------------------------------- | ----------------------------------------- | ----------------------------------------- | ----------------------------------------- |
| Jahr |                                           |                                           |                                           | Einwohner                                 |
| 1834 | 1834                                      |                                           | 495                                       | 495                                       |
| 1840 | 1840                                      |                                           | 508                                       | 508                                       |
| 1846 | 1846                                      |                                           | 515                                       | 515                                       |
| 1852 | 1852                                      |                                           | 505                                       | 505                                       |
| 1858 | 1858                                      |                                           | 523                                       | 523                                       |
| 1864 | 1864                                      |                                           | 551                                       | 551                                       |
| 1871 | 1871                                      |                                           | 609                                       | 609                                       |
| 1875 | 1875                                      |                                           | 543                                       | 543                                       |
| 1885 | 1885                                      |                                           | 563                                       | 563                                       |
| 1895 | 1895                                      |                                           | 591                                       | 591                                       |
| 1905 | 1905                                      |                                           | 609                                       | 609                                       |
| 1910 | 1910                                      |                                           | 612                                       | 612                                       |
| 1925 | 1925                                      |                                           | 719                                       | 719                                       |
| 1939 | 1939                                      |                                           | 748                                       | 748                                       |
| 1946 | 1946                                      |                                           | 1.013                                     | 1.013                                     |
| 1950 | 1950                                      |                                           | 994                                       | 994                                       |
| 1956 | 1956                                      |                                           | 984                                       | 984                                       |
| 1961 | 1961                                      |                                           | 1.043                                     | 1.043                                     |
| 1967 | 1967                                      |                                           | 1.176                                     | 1.176                                     |
| 1970 | 1970                                      |                                           | 1.229                                     | 1.229                                     |
| 1980 | 1980                                      |                                           | ?                                         | ?                                         |
| 1990 | 1990                                      |                                           | ?                                         | ?                                         |
| 1999 | 1999                                      |                                           | 1.305                                     | 1.305                                     |
| 2005 | 2005                                      |                                           | 1.259                                     | 1.259                                     |
| 2009 | 2009                                      |                                           | 1.208                                     | 1.208                                     |
| 2011 | 2011                                      |                                           | 1.218                                     | 1.218                                     |
| 2014 | 2014                                      |                                           | 1.148                                     | 1.148                                     |
| 2018 | 2018                                      |                                           | 1.130                                     | 1.130                                     |
| 2021 | 2021                                      |                                           | 1.109                                     | 1.109                                     |
| Datenquelle: Historisches Gemeindeverzeichnis für Hessen: Die Bevölkerung der Gemeinden 1834 bis 1967. Wiesbaden: Hessisches Statistisches Landesamt, 1968. Weitere Quellen: LAGIS; nach 1970 Stadt Dillenburg; Zensus 2011 |                                           |                                           |                                           |                                           |

### Religionszugehörigkeit
| • 1885: | 428 evangelische (= 76,02 %), keine katholischen und 135 (= 23,98 %) andere Christen |
| • 1961: | 804 evangelische (= 77,09 %), 149 katholische (= 14,29 %) Einwohner                  |
| • 2018: | 557 evangelische (= 49,29 %), 132 katholische (= 11,68 %) 441 sonstige Einwohner     |

## Politik
- SPD: 2
- CDU: 3

### Ortsbeirat
Für Eibach besteht ein Ortsbezirk (Gebiete der ehemaligen Gemeinde Eibach) mit Ortsbeirat und Ortsvorsteher nach der Hessischen Gemeindeordnung. Der Ortsbeirat besteht aus fünf Mitgliedern. Bei den Kommunalwahlen in Hessen 2021 betrug die Wahlbeteiligung zum Ortsbeirat 38,77 %. Für die Sitzverteilung siehe die nebenstehende Grafik. Der Ortsbeirat wählte Matthias Wege (CDU) zum Ortsvorsteher.

### Wappen
Das Eibacher Wappen zeigt Hammer und Schlegel. Damit wird auf die jahrhundertelange Bergbautradition des Ortes verwiesen.

## Kultur und Sehenswürdigkeiten

### Regelmäßige Veranstaltungen
- Jedes Jahr in der Osterzeit wird der Eibacher Dorfbrunnen als Osterbrunnen geschmückt.
- Anfang Mai findet (ebenfalls am Dorfbrunnen) das Maibaumfest statt. Höhepunkt dieser Veranstaltung ist das Aufstellen des Maibaums durch die Freiwillige Feuerwehr.
- Das kleine Musikfest Rocknacht findet jährlich im Sommer statt.

### Bauwerke

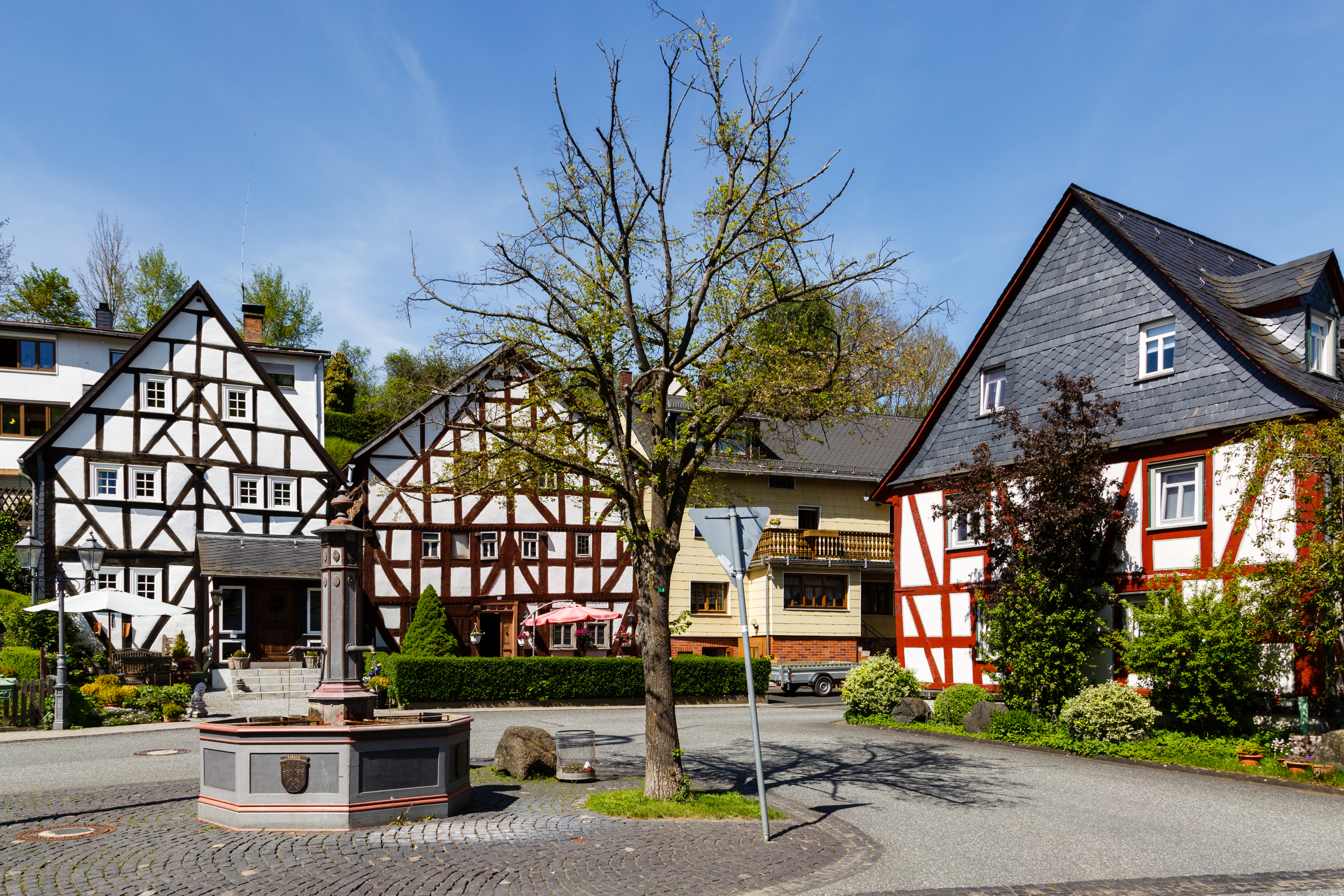
Historischer Ortskern Eibach

Das Gradierwerk und die Eibacher Heilquelle befinden sich vor der Ortseinfahrt von Richtung Dillenburg und Niederscheld. Seit 2007 gibt es in Eibach den Gesundheitspfad, der von der Heilquelle bis zum Tretbecken bei der Mühle führt. Eine weitere Sehenswürdigkeit ist die Dorfkirche, die schon vor der Dillenburger Kirche existierte. Sie wurde bereits 1533 evangelisch.

## Verkehr
Von Dillenburg aus wird der Ort von den Buslinien 150 (Nanzenbach) und 491 (Oberscheld) bedient. Es führen Fahrradwege nach Dillenburg, Richtung Niederscheld und Oberscheld. Die ehemalige Buslinie 101 wurde Anfang 2013 eingestellt.